# Австрія (фонтан)
Фонтан «Австрія» (нім. Austriabrunnen) — фонтан у Відні на площі Фрайунг. Відкритий 18 жовтня 1846 року. Історична пам'ятка та об'єкт культурного туризму. Є одним з близько 700 фонтанів Відня, та одним із 45 міських фонтанів столиці на яких встановлені скульптури.